# Ateljé Uggla
Ateljé Uggla är en fotoateljé på Grevgatan 52 i Stockholm. Ateljén startades 1934 av fotografen Carl Albert Uggla och är idag (2018) den enda av de klassiska fotoateljéerna som fortfarande finns kvar i Sverige. 

## Historik
Efter starten 1934 drev Carl Albert Uggla (1906-1974, son till Erland Uggla)  ateljén i omkring tio år. Hans efterträdare blev Herbert Fogstrand som inte var fotograf, men affärsman och som sådan förstod han att fotografer ville arbeta självständiga och med stor konstnärlig frihet. Verksamheten växte och under 1950-talet sysselsatte Ateljé Uggla 50 medarbetare i tre ateljéer: en barnateljé, en porträttateljé och en reklamateljé. Den största verksamheten var modefotografering. Ateljén låg då på Kungsgatan 18 och leddes då av porträttfotografen Rolf Winquist. Många av hans assistenter skulle senare bli kända, till exempel Rune Hassner, Sten Didrik Bellander,  Hans Hammarskiöld, Erik Liljeroth, Lars Epstein och Hans Gedda.
I slutet av 1960-talet övertog fotografen Bo Appeltoft Ateljé Uggla med inriktning på mode- och reklamfotografering. 1976 öppnade ateljén i Gallerian vid Hamngatan med fotografen Mats Burman som chef. I Gallerian stannade man fram till år 2007 för att flytta till nuvarande adress på Grevgatan 52. Ateljén drivs fortfarande (2018) av Burman och bär grundarens namn och signatur Uggla.

## Ugglas portätfotografier (urval)

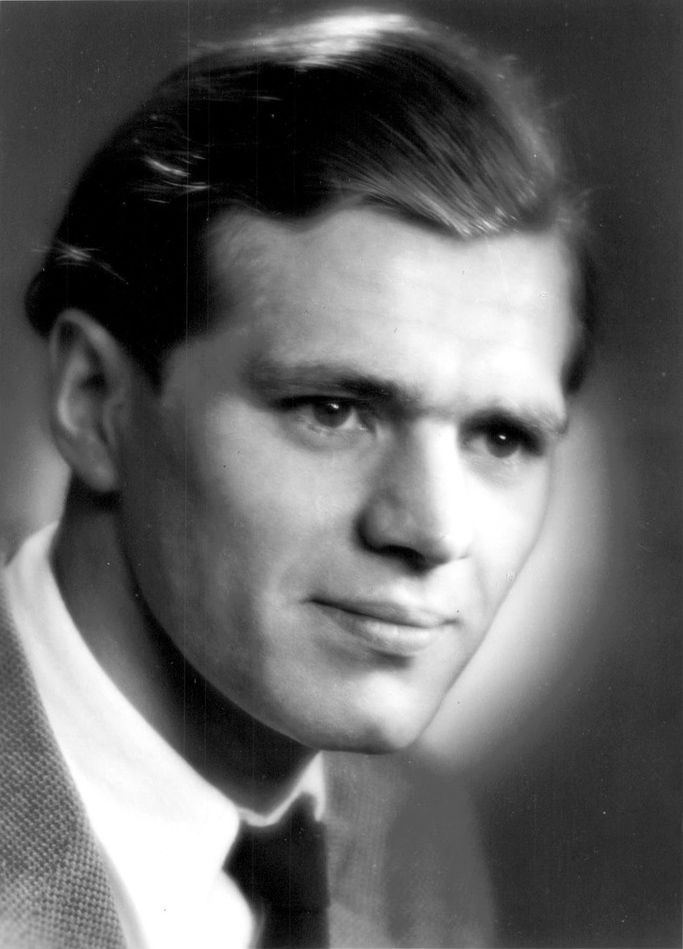
Olle Länsberg (1945)
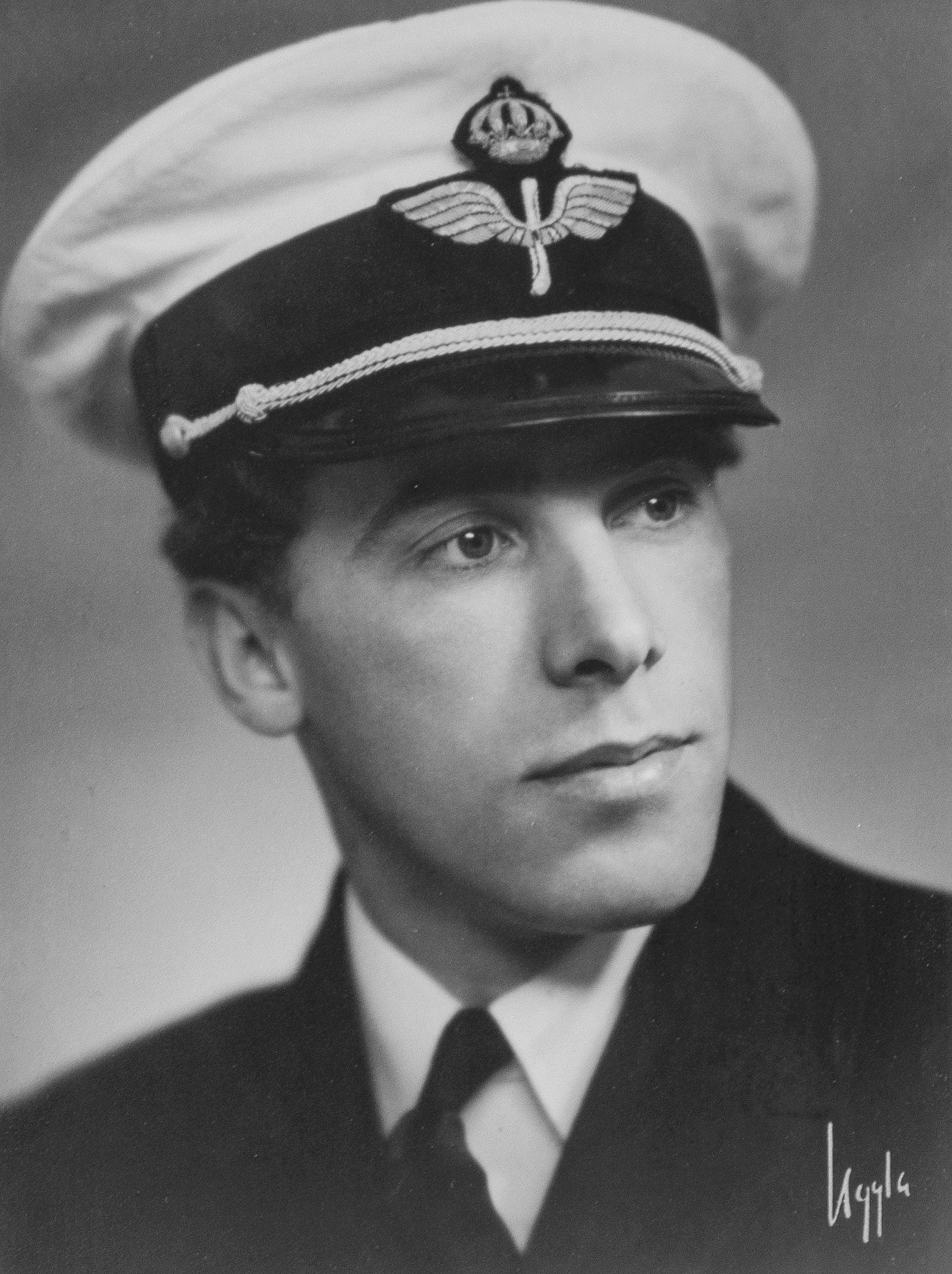
Kapten N Palm (1950)
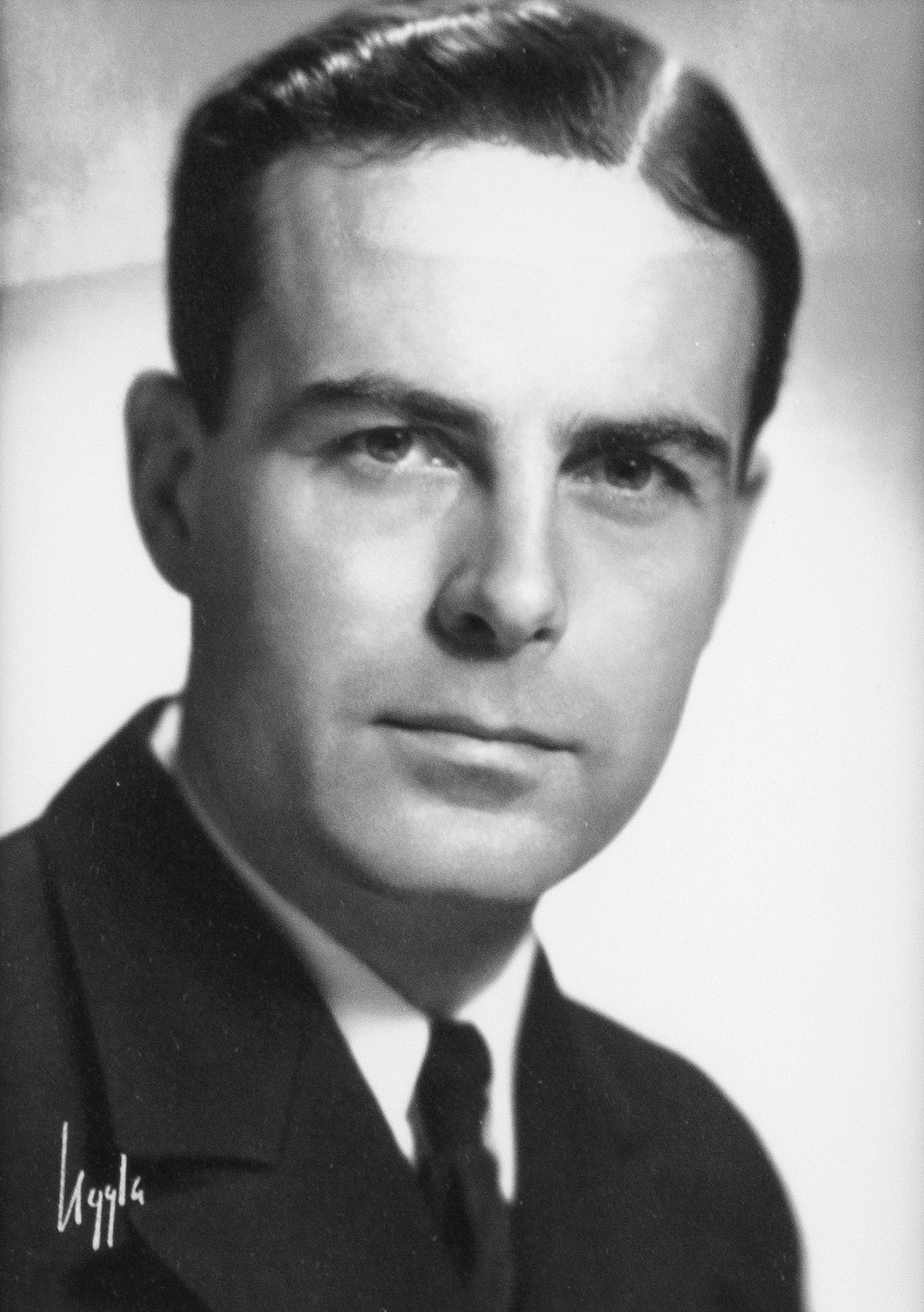
Stig Norén (1950)
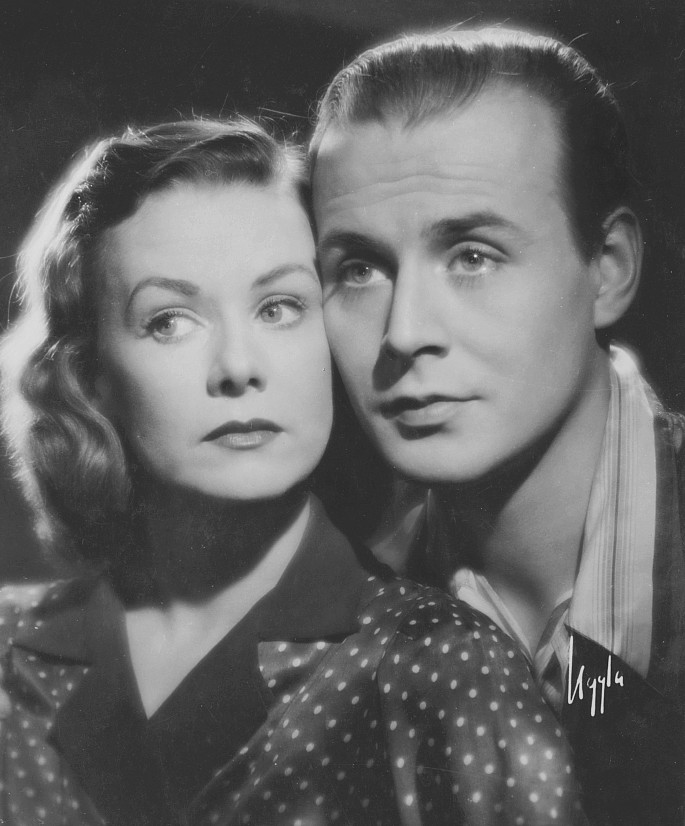
Sonja Wigert och Hasse Ekman (1943)
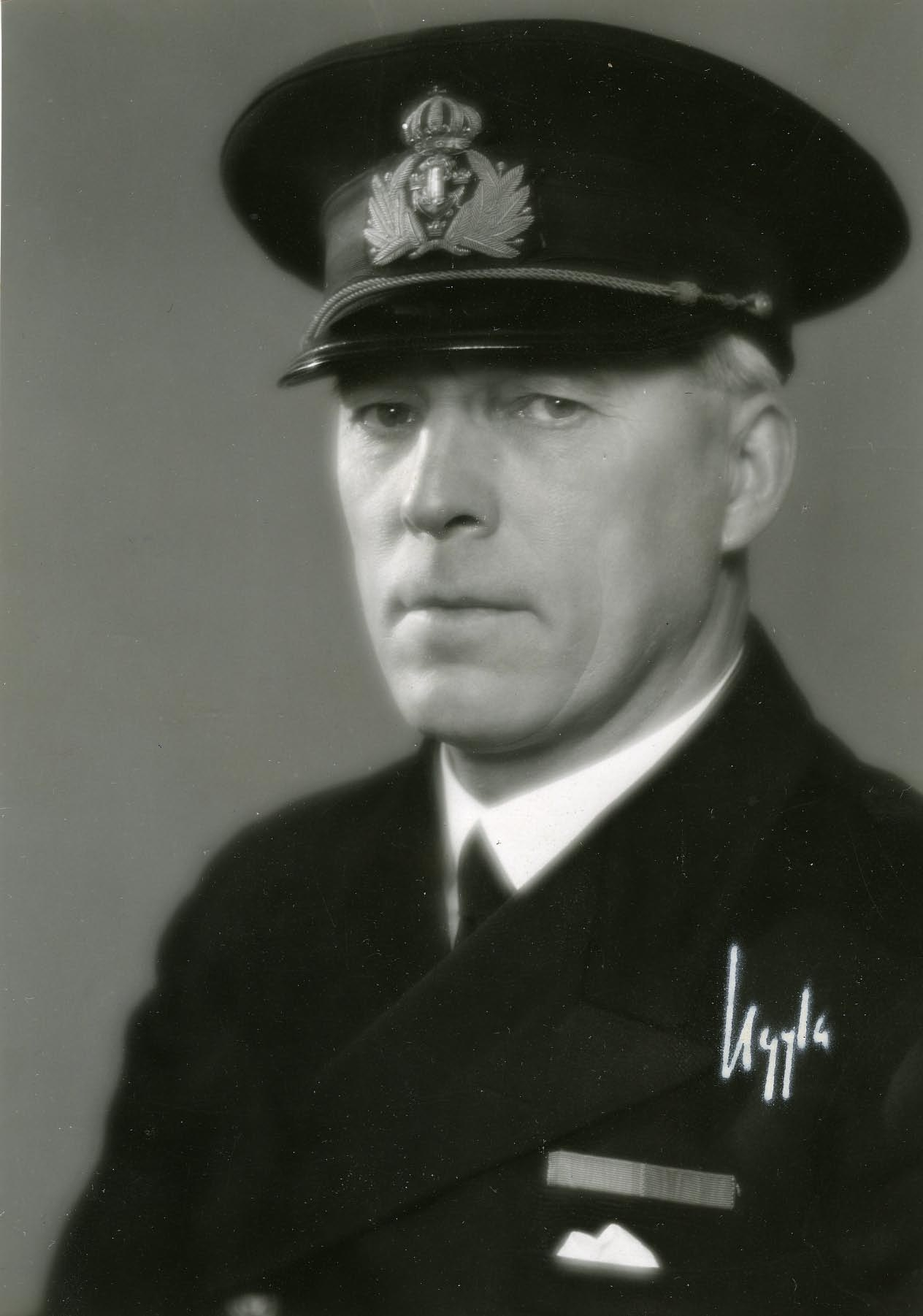
Jens Stefenson (1945)
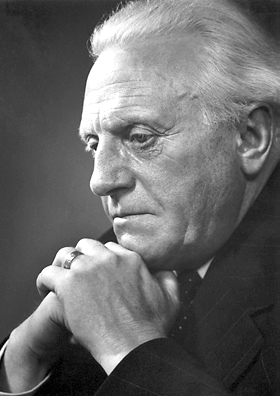
Pär Lagerkvist (1951)